# Enrico Lorenzetti
Enrico Lorenzetti (4 de janeiro de 1911 – 8 de agosto de 1989) foi um motociclista italiano. Foi campeão mundial de 250cc em 1952.